# Tumulus de Yangdong-ri
Les tumulus de Yangdong-ri sont un groupe de 562 tumulus datant de la fin du IIe siècle av. J.-C. au Ve siècle ce qui correspond à l’époque de la confédération de Gaya. Ils ont été fouillés dans les années 1990 dans la ville de Gimhae dans le Sud-Est de la péninsule coréenne.

## Description
Les tumulus se situent sur une colline de 90 m d’altitude du village de Yangdong à quatre kilomètres du centre de la ville de Gimhae. Les fouilles ont été déclenchées par la volonté de construire une usine de décorticage de riz et ont permis la découverte d’un grand nombre de reliques. Dès lors, les fouilles se sont étendues sur un site de 24 hectares de novembre à 1990 à février 1996 et ont été menées par le musée de l’université de Dongeui. Elles ont permis l’examen de 562 tumulus avec des cercueils en bois ou en forme de jarre et des chambres funéraires revêtues de pierres verticales. Les six modèles de tombes caractéristiques de l’époque de Gaya sont représentés. Dans certaines tombes, le cercueil extérieur a été brulé.
4925 artefacts ont été retrouvés dont 2889 objets en métal, 1925 en poterie et 45 en bronze. La principale particularité de ces découvertes réside dans la présence d’un grand nombre d’objets en fer (armes, casques, armures, outils agricoles) qui correspond au fait que Gaya devait sa prospérité à son rôle de pointe dans le commerce du fer. Les tombes à chambres en bois n° 162, 235 et 280 datant du IIe et IIIe siècles ont notamment fourni respectivement quatre, trois et un lots de lingots de fer qui étaient groupés par dix. À cette époque, les lingots ne servaient pas seulement à forger des objets en fer, ils étaient aussi utilisés comme monnaie d’échange. Au siècle précédent, ils prenaient la forme d’une tête de hache.
Pour la décoration, les motifs en spirale reviennent souvent. Ils sont considérés comme le symbole de Gaya et sont probablement liés au chamanisme ou aux rites royaux. La plupart des bijoux sont faits de perles, la plus belle pièce est un collier retrouvé dans la tombe n° 322 qui était composé de 148 perles de cristal, d’agate rouge et de verre bleu. La tombe n° 427 a livré un miroir d’imitation et une dague, tous deux en bronze, faits dans un style que l’on trouve au Japon.
Une partie de ces objets est exposée au musée national de Gimhae . 